# Шхита

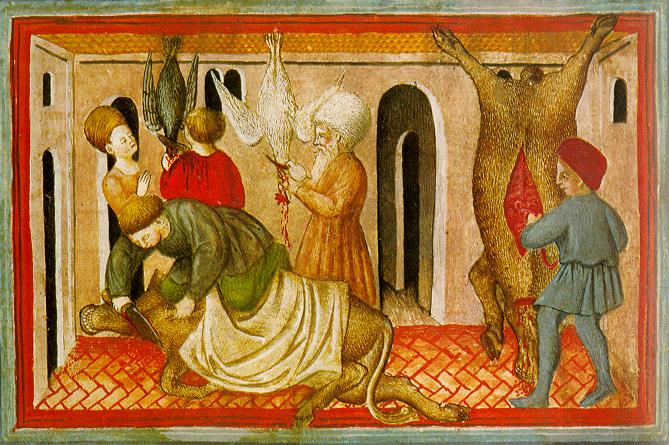
Изображение шхиты 15-го столетия

«Шхита» (ивр. שחיטה‎) в иудаизме — убой млекопитающих и птиц для еды в соответствии с требованиями кашрута (Дварим 12:21, Дварим 14:21, Бемидбар 11:22). Животное должно быть убито «с уважением и состраданием» шохетом (ритуальным забойщиком, в ашкеназском произношении также именуется «шойхет» или «шайхет») — религиозным евреем, прошедшим специальную подготовку и с соответствующей лицензией. Забой выполняется рассечением трахеи, пищевода, общей сонной артерии, яремной вены и блуждающего нерва одним быстрым движением очень острого клинка (халеф), которым действует высококвалифицированный шохет. В результате в мозгу жертвы мгновенно падает кровяное давление и происходит необратимая потеря сознания. Согласно иудейским религиозным источникам, животное в этом состоянии нечувствительно к боли и обескровливается мягким, быстрым и точным действием. При этом животное может находиться в ряде позиций: лежать на боку (шхита мунахат), стоять (шхита омедет). Перед забоем животное должно быть здоровым, не раненным и жизнедеятельным.
В соответствии со строгой процедурой, задняя четвертина кошерного млекопитающего, которая должна попасть на еврейский стол, должна быть очищена от вен, шелева (плёнок и нутряного сала) и сухожилий.
Животное должно быть кошерным. Из млекопитающих кошерными животными являются парнокопытные жвачные. Для птиц критерии отбора более сложные. Согласно Библии, разрешены к употреблению все птицы, не исключённые Второзаконием, но, согласно требованиям Галахи (De-'oraita и de-rabbanan), можно употреблять птиц, в отношении которых уже существует традиция употребления в пищу.
Кошерное животное не может быть застрелено охотником или заколото полэксом (используемым на протяжении веков) или быть парализованным (обычная практика для современных забойщиков начиная с первой половины двенадцатого столетия) поскольку животное, подвергнутое этим способам, не годится для шхиты, его мясо становится некошерным (трефным). После выполнения шхиты шохет должен осмотреть пространство вокруг лёгких в поисках струпьев, спаек и прочих повреждений, делающих животное некошерным.
Запрещено забивать животное на виду у других животных. Нельзя забивать животное и его молодь в один день, даже по отдельности, независимо от того, как далеко животные находятся друг от друга. Молодь животного определяется как его собственное детище или животное, повсюду за ним следующее, даже если оно другого вида.
Тора (Дварим, 12:21) требует, чтобы овцы и крупный рогатый скот забивались «так, как Я приказал тебе», но в Торе (пяти книгах Моисея) нигде не описывается практика забоя шхитой. Вместо этого требования выносятся в устном законе и кодифицируются в различных источниках галахи, в первую очередь в каноническом кодексе законов Шулхан арух.

## Рассечение
Чтобы соблюсти основной закон шхиты, большая часть трахеи и пищевода (то есть, грубо говоря, воздуховод и пищепровод у млекопитающих) или большая часть одного из двух для птиц должны быть рассечены возвратно-поступательным движением без применения одного из пяти запрещённых способов (нажатие, остановка движения ножа, разрыв, прокол, покрытие). Шохет должен изучить эти законы и продемонстрировать глубокое их понимание, должен быть хорошо подготовлен перед допуском к проведению убоя (шехт) без посторонней помощи.
Нажатие является запрещённым действием, оно происходит, когда шохет погружает нож в горло животного или скорее рубит, чем режет, или когда животное находится в неправильной позиции, когда его голова давит на клинок после угасания организма, или если шохет вынужден при убое нажимать на нож в направлении, противоположном силе тяготения. Некоторые считают, что нельзя держать животное во время шхиты в вертикальной позиции в связи с запретом на нажатие. Они считают, что животное должно лежать на спине или на боку или быть подвешенным при помощи веревки или цепи или (как это делается в большинстве коммерческих боен), помещаться в бочкообразный загон, что сковывает конечности животного в момент, когда его переворачивают на спину, чтобы убить. Тем не менее, опытный шохет может убить животное, находящееся в неправильной позиции, без нажатия на нож. Этот метод в основном используется в Америке.
Остановка движения ножа происходит, когда шохет внезапно останавливает процесс убоя после рассечения трахеи или пищевода, но до того, как рассечена большая часть необходимого. Остановка может случиться при сокращении мышц животного, уводящего трахею или пищевод от контакта с ножом. В основном это характерно при убое индеек.
Прокол случается, когда шохет нечаянно пронзает горло, работая ножом с зубчатой поверхностью, ржавым ножом, ножом с дефектом клинка, возвышающимся над поверхностью лезвия, наносит ожог горлу животного или режет ножом настолько горячим, что до него невозможно дотронуться. Случайное прижигание ножом, согласно терминологии шхиты, всегда рассматривается как прокол, независимо от движения ножа.
Рваная рана получается, когда шохет непредумышленно использует нож с изъяном лезвия (царапиной или выбоиной), ввиду чего часть клинка становится ниже поверхности ножа.
Покрытие случается, когда шохет нечаянно делает настолько глубокий разрез, что нож погружается в рану на всю ширину, или использует слишком короткий нож, так что конец ножа исчезает в ране, или если посторонний объект закрывает нож от взгляда шохета.

## Принесение даров
После обследования животного и установления его кошерным шохет в качестве мицвы (благого дела) может отдать задние ноги, щёки и сычуг в дар коэну. Религиозный суд Бейт дин, согласно Галахе, имеет власть исключить из общины шохета, отказавшегося принести дары. В любом случае желательно, чтобы шохет сам отказался выполнить шхиту, пока собственник животного не выразит согласие принести дар.
Ришоним (ведущие раввины и законодатели) указывают на то, что, поскольку шохет не может заявить, что животное принадлежит ему, он не может принести дар без согласия владельца. Напротив, так как считается, что обычный шохет хорошо разбирается и знает законы шхиты («Динней Шхита») Бейт Дин надеется, что тот не будет выполнять шхиту, пока собственник продолжает отказываться принести дары.

 Обязанность приносить дары возложена на шохета, отделяющего часть для коэна. Очевидно, что это объясняется тем, что обычный шохет является «талмид хахам» с того момента, как он полностью осознает (комплекс) законов Шхиты и Бедикаха. Предполагается, что он, также детально разбираясь в законах принесения даров, не станет пренебрегать мицвой. Но это не касается владельца животного, так как средний владелец является невеждой (ам-ха-арец), не полностью понимающим законы принесения даров и медлящий с осуществлением мицвы.
Оригинальный текст (англ.)The obligation of giving the gifts lay upon the Shochet to separate the parts due to the Kohanim. Apparently, the reasoning is that since the average Shochet is a "Friend", since he completed the prerequisite of understanding the (complex) laws of Shechita and Bedikah. It is assumed that he -as well- is knowledgeable in the details of the laws of giving the gifts, and will not put the Mitzvah aside. This, however, is not the case with the animal's owner, since the average owner is an Am ha-aretz not wholly knowledgeable in the laws of the gifts -and procrastinates in completing the Mitzvah 
— Shulchan Gavoah to Yoreh Deah 61:61
Кровь животного не может быть собрана в миску, вылита в яму или воду, поскольку это напоминает древние формы идолопоклонства. Если шохет неумышленно забьёт животное ножом, при помощи которого отправлялись обряды службы идолам, он должен отсечь кусок мяса стоимостью, эквивалентной стоимости ножа, и уничтожить его. Животное, забитое таким ножом, считается некошерным.

## Нож
Нож, используемый для шхиты, называется халаф ашкеназами или сакин (ивр. סכין‎) прочими евреями. Согласно библейскому закону, нож должен быть изготовлен из материала, не относящегося прямо или косвенно к земле и годного к заточке и шлифовке до необходимого уровня остроты и гладкости, требуемого для шхиты. Согласно обычаям, сейчас используется стальной нож.
Нож должен быть минимум в полтора, а лучше два раза длиннее ширины шеи животного, в зависимости от вида животного и числа ударов, необходимых для забоя жертвы, но не настолько длинным, чтобы вес ножа превышал вес головы животного. Если нож слишком велик, считается, что им можно вызвать нажатие. У ножа не должно быть острия, ввиду опасений, что в ходе забоя острие может соскользнуть в рану и сделать прокол. Клинок не должен иметь зазубрин, приводящих к рваному характеру раны.
У клинка не должно быть изъянов. Согласно еврейскому закону, все ножи считаются несовершенными, поэтому нож должен быть проверен перед каждым употреблением. Шохет должен провести ногтём вверх и вниз по обеим сторонам клинка и по режущей кромке в поисках любых изъянов. Для заточки и шлифовки ножа он должен использовать высококачественные точильные камни, пока оно не достигнет безупречной остроты и гладкости. После забоя шохет должен вновь проверить нож тем же способом для уверенности, что клинок не был повреждён в ходе шхиты. Если окажется, что клинок повреждён, мясо окажется непригодным к употреблению евреями. Если клинок потеряется перед второй проверкой, то можно положиться на результаты первой проверки и мясо разрешено к употреблению.
В предыдущих веках халаф изготовлялся из кованой стали. Это вызвало опасение, что получающееся в итоге ковки лезвие не отражает света, так что его трудно заточить, добившись нужной гладкости. Легендарный рабби Бааль Шем Тов опасался, что саббатейские ножи могут иметь царапины, незаметные для обычного глаза, и ввёл хасидский халаф, отличный от ранее изготовленных ножей тем, что сделан из литой стали и потому может быть отполирован до зеркального блеска, на котором будут заметны все появившиеся царапины.
Появление нового ножа изначально вызвало споры и послужило одной из четырёх причин изоляции хасидизма. Сегодня же хасидский халаф является единственным доступным коммерчески ножом для проведения шхиты и принят повсеместно.

## Разделка туши
После забоя туша должна быть ещё раз проверена (бдика) на наличие внутренних повреждений, которые поначалу были невидимы. Проверяющий должен осмотреть некоторые органы (лёгкие) на предмет рубцов, делающих животное трефным.
Слово глат на идише означает «гладкий». По отношению к кошерному мясу это относится к гладкости или к отсутствию изъянов во внутренних органах животного. Наличие струпьев или повреждений в лёгких коровы послужило предметом спора между ашкеназами и сефардами. Ашкеназы утверждают, что, если изъян может быть удалён и лёгкие сохранят герметичность (для проверки лёгкие заполняются водой, погружаются под воду, воздух из них не должен уходить), то мясо считается кошерным. Сефарды считают, что, если в лёгких найден какой бы то ни было струп или повреждение, то мясо животного становится некошерным. Слово Glatt буквально означает, что животное соответствует строгим требованиям сефардов.
После того как животное проходит тщательную проверку, нужно ещё провести некоторые действия перед тем, как оно может продаваться в качестве кошерного. Тора запрещает употребление в пищу некоторых жиров и органов (таких как почки и кишки), поэтому они должны быть отделены от туши. Обычно запрещенные части обозначаются словом «хелев», этот запрет распространяется только на одомашненных животных, таких как крупнорогатый скот и овцы. На дичь (например для оленей) этот запрет не распространяется. Также удаляется седалищный нерв (гид ханашех), поскольку на его поедание наложен библейский запрет (Бытие 32:32).
Процесс удаления хелева и гид ханашеха (никкур) рассматривается как сложный, утомительный и более трудоёмкий. Для его точного осуществления необходима более специализированная подготовка. Небольшие фрагменты шелева в передней части туши удалить сравнительно легко, в то время как работать с задней частью, где расположен седалищный нерв, намного более трудно.
В некоторых странах, таких как США, где существуют большие рынки некошерного мяса (где расположена большая часть запретного мяса), задние части туши продаются туда для упрощения процесса. Эта традиция насчитывает столетия, так как местные мусульмане принимают мясо, разделываемое евреями, однако этот обычай не имеет всеобщего характера для исламского мира и некоторые мусульмане (особенно на индийском субконтиненте) не принимают эти задние части. В Израиле специально обученные люди обрабатывают задние части для продажи в качестве кошерного мяса.
Из мяса должна быть удалена кровь, поскольку существует библейский запрет на употребление крови (Бытие 9:4, Левит 17:10-14, Дварим 12:23-24). Удаляются все большие артерии и вены, окровавленное мясо и свернувшаяся кровь. Затем мясо очищается от оставшейся крови. Обычно для этого мясо замачивается на полчаса, посыпается солью и оставляется на час, а затем тщательно промывается в трёх водах, после чего считается кошерным. Если один из трёх этапов удаления крови был пропущен, то мясо можно употреблять только после прожаривания на открытом огне на мангале, чтобы кровь, находящаяся в нём, полностью сгорела и испарилась. А такие части, как сердце и печень, где очень много крови, изначально кошеруются только путём прожаривания. Если мясо, не прошедшее кошерной обработки, оставляется более чем на трое суток, то считается, что кровь уходит в мясо и это уже не исправить, кроме поджаривания с соответственной подсушкой.
Законы шхиты не описаны в тексте Торы. В ней содержится требование, чтобы забой выполнялся «как я приказал тебе» (Дварим 12:21). В ортодоксальном иудаизме это часто приводится в качестве доказательства того, что Моисей получил Устный закон вместе с текстом. Реформистский иудаизм не требует соблюдения законов кашрута.

## Возражения сторонников защиты животных
Запрет на оглушение животного и обращение с тушей, выраженные в законе шхиты, ограничивают степень механизации процесса на кошерных бойнях. Бойня компании Agriprocessors в Поствилле (штат Айова), где была сделана попытка поставить процесс на промышленную основу, стала центром скандала после того, как сторонники движения People for the Ethical Treatment of Animals выпустили шокирующее видео со сценами, где после шхиты животные с перерезанными глотками вырываются, стоя на ногах. Некоторые животные, выброшенные с конвейера, вставали на ноги и стояли в течение минуты. Доктор Темпл Грэндин заявила: «Я посетила по меньшей мере 30 кошерных мясобоен, до этого я никогда не видела эту процедуру… Я видела, что кошерный убой действительно проходит по правилам, так что дело не в нём». Писатель Джонатан Сафран Фоер, будучи иудеем-вегетарианцем, снял краткий документальный фильм If This Is Kosher, где рассматриваются злоупотребления в кошерной мясной промышленности.
Британский независимый правительственный отдел Farm Animal Welfare Council (FAWC) заявил, что метод производства кошерного и халяльного мяса причиняет животным значительную боль и страдания и должен быть запрещён. Согласно выводам FAWC, проходит две минуты, прежде чем животное истечёт кровью до смерти. Организация Compassion in World Farming также поддерживает эту рекомендацию, заявляя: «Мы полагаем, что надо изменить закон с учётом требования оглушения всех животных перед забоем». Британское правительство под давлением со стороны религиозных лидеров отказалось последовать рекомендации FAWC.
Ник Коэн, пишущий для газеты New Statesman, обсуждает материалы исследований, представленные организацией Compassion in World Farming, показывающие, что животное страдает от боли в ходе и после процесса.
Темпл Грэндин, ведущий разработчик систем обработки животных, выступает против метода надевания пут и подъёма и написала после посещения кошерной бойни: «Мне никогда не забыть кошмаров после визита на ныне закрытую бойню Spencer Foods в Спенсере (штат Айова) пятнадцатилетней давности. Работники в футбольных шлемах держат щипцами за нос корчащихся животных, прикованных цепью за заднюю ногу. Каждое напуганное животное помещается в небольшое стойло с гладким полом, наклонённым под углом 45 градусов, подвергается воздействию электрического тока, после чего засыпает, падает и рабочие могут обмотать цепь вокруг его задней ноги (для того, чтобы поднять его в воздух). Когда я увидела этот кошмар, я подумала „Этого не должно быть в цивилизованном обществе“. В дневнике я записала „Если ад существует, то я там и оказалась“. Я поклялась изменить этот адский завод с помощью более добрых и мягких систем».
Темпл Грэндин работала вместе с иудейскими мясниками, чтобы разработать системы обработки скота, и заявила: «Если рассечение сделано правильно, кажется, что животное не чувствует этого. Защитникам животных в основном доставляют беспокойство жестокие и стрессовые методы удержания животных, применяемые на некоторых мясобойнях в ходе ритуального забоя».

## Запрет шхиты
В 1933 году в нацистской Германии запретили шхиту.